# Toyota TS050 Hybrid
La Toyota TS050 Hybrid è una vettura da competizione costruita dal reparto sportivo Gazoo Racing dell'omonima casa giapponese nel 2016.
La vettura è stata sviluppata secondo il regolamento LMP1-H per poter competere nel Campionato del mondo endurance. La vettura sostituisce la Toyota TS040 Hybrid, che ha gareggiato nelle stagioni 2014 e 2015. La TS050 è stato presentata sul circuito Paul Ricard il 24 marzo 2016. È spinta da un motore V6 a ciclo Otto da 2,4 litri di cilindrata, sovralimentato da due turbocompressori. È dotata di un sistema ibrido da 8 megajoule, che utilizza batterie agli ioni di litio. La vettura ha vinto la 24 ore di Le Mans 2018, prima vittoria assoluta del costruttore nipponico nella competizione, ripetendo il successo nell’edizione 2019 della classica francese.

## Storia

### Campionato del mondo endurance

#### 2016
La Toyota ha iniziato la stagione con un secondo posto a Silverstone, e ha avuto a Spa Francorchamps problemi al motore con entrambe le vetture schierate in gara, causate dalla forza centrifuga della curva dell'Eau Rouge.
Nella 24 Ore di Le Mans la vettura numero 5, guidata da Kazuki Nakajima ormai vicinissima alla prima vittoria per il marchio alla classica francese, ha accusato problemi alla sua auto a 3 minuti dal termine della gara, arrestandosi sul rettilineo principale. La Toyota, ormai ferma, viene superata dalla Porsche 919 Hybrid numero 2 guidata dallo Svizzero Neel Jani proprio all' inizio dell'ultimo giro e va a vincere l'edizione 2016 davanti a decine di migliaia di fan rimasti increduli per l'esito finale della corsa.

#### 2017
Per la prima volta da quando la squadra è rientrata in gara nel 2012, la Toyota ha annunciato che avrebbe utilizzato 3 vetture nella 24 ore di Le Mans 2017. La terza vettura sarebbe stata guidata da Stéphane Sarrazin, (campione della Super Formula Yuji Kunimoto) e Nicholas Lapierre.
Il 15 giugno 2017, la TS050 guidato da Kamui Kobayashi ha fatto segnare il tempo sul giro di 3:14.791 durante una sessione di qualifiche, diventando il giro più veloce mai effettuato al Circuit de la Sarthe da quando furono aggiunte le chicane sul rettilineo dell'Hunaudières nel 1990.

#### 2018

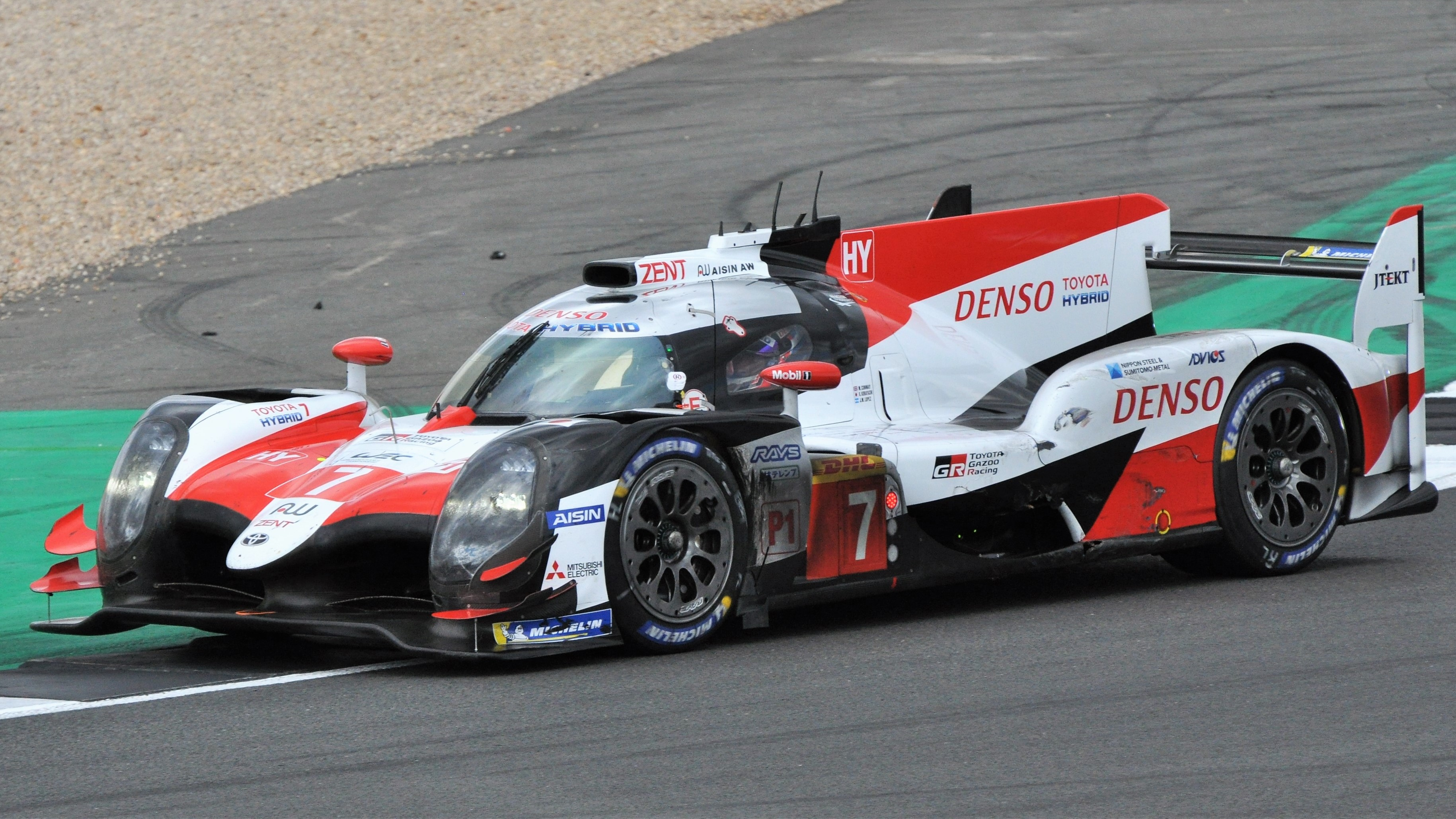
José María López su una Toyota TS050 alla 6 ore di Silverstone 2018

La Toyota iniziò la stagione 2018-19 del Campionato mondiale Endurance come unica squadra della categoria LMP1 con vetture ibride. Dopo aver conquistato la vittoria e secondo posto alla 6 Ore di Spa-Francorchamps, è diventata la seconda casa automobilistica giapponese a vincere la 24 Ore di Le Mans dopo la Mazda nel 1991 con la Mazda 787B, con la Toyota che ha piazzato le sue vetture al primo e secondo posto. A Silverstone, le Toyota sono state squalificate dopo aver fatto doppietta.

#### 2019
La doppietta a Le Mans arriva anche nel 2019.

#### 2020
Nel campionato del mondo endurance 2019-2020, la TMG presentò la nuova versione della sua LMP1 per la nuova stagione come l'ultima LMP1 prodotta da Toyota visto che nel 2021 si passerà ai regolamenti Le Mans Hypercar. La squadra nipponica si ritrovò ad affrontare la Rebellion con un duello serratissimo che poi venne vinto in modo schiacciante da Toyota con prima la vittoria a Le Mans 2020 e successivamente accumulando così tanti punti di divario che vinse il titolo costruttori mentre per il titolo piloti il duello era concentrato tra le 2 vetture che poi venne vinto dalla #7.